# Реч (гміна)
Гміна Реч (пол. Gmina Recz) — місько-сільська гміна у північно-західній Польщі. Належить до Хощенського повіту Західнопоморського воєводства.
Станом на 31 грудня 2011 у гміні проживало 5771 особа.

## Територія
Згідно з даними за 2007 рік площа гміни становила 180.13 км², у тому числі:
- орні землі: 57.00%
- ліси: 38.00%

Таким чином, площа гміни становить 13.56% площі повіту.

## Населення
Станом на 31 грудня 2011:
| Опис     | Загалом | Загалом | Чоловіки | Чоловіки | Жінки | Жінки |
| -------- | ------- | ------- | -------- | -------- | ----- | ----- |
| одиниця  | осіб    | %       | осіб     | %        | осіб  | %     |
| все      | 5771    | 100     | 2890     | 50.08    | 2881  | 49.92 |
| міське   | 3012    | 100     | 1482     | 49.20    | 1530  | 50.80 |
| сільське | 2759    | 100     | 1408     | 51.03    | 1351  | 48.97 |

## Сусідні гміни
Гміна Реч межує з такими гмінами: Добжани, Дравно, Каліш-Поморський, Сухань, Хощно.